# Autlán de Navarro (kommun)
Autlán de Navarro är en kommun i Mexiko.   Den ligger i delstaten Jalisco, i den södra delen av landet, 500 km väster om huvudstaden Mexico City.
Följande samhällen finns i Autlán de Navarro:
- Autlán de Navarro
- Bellavista
- La Aldaba